# Blütenstetigkeit

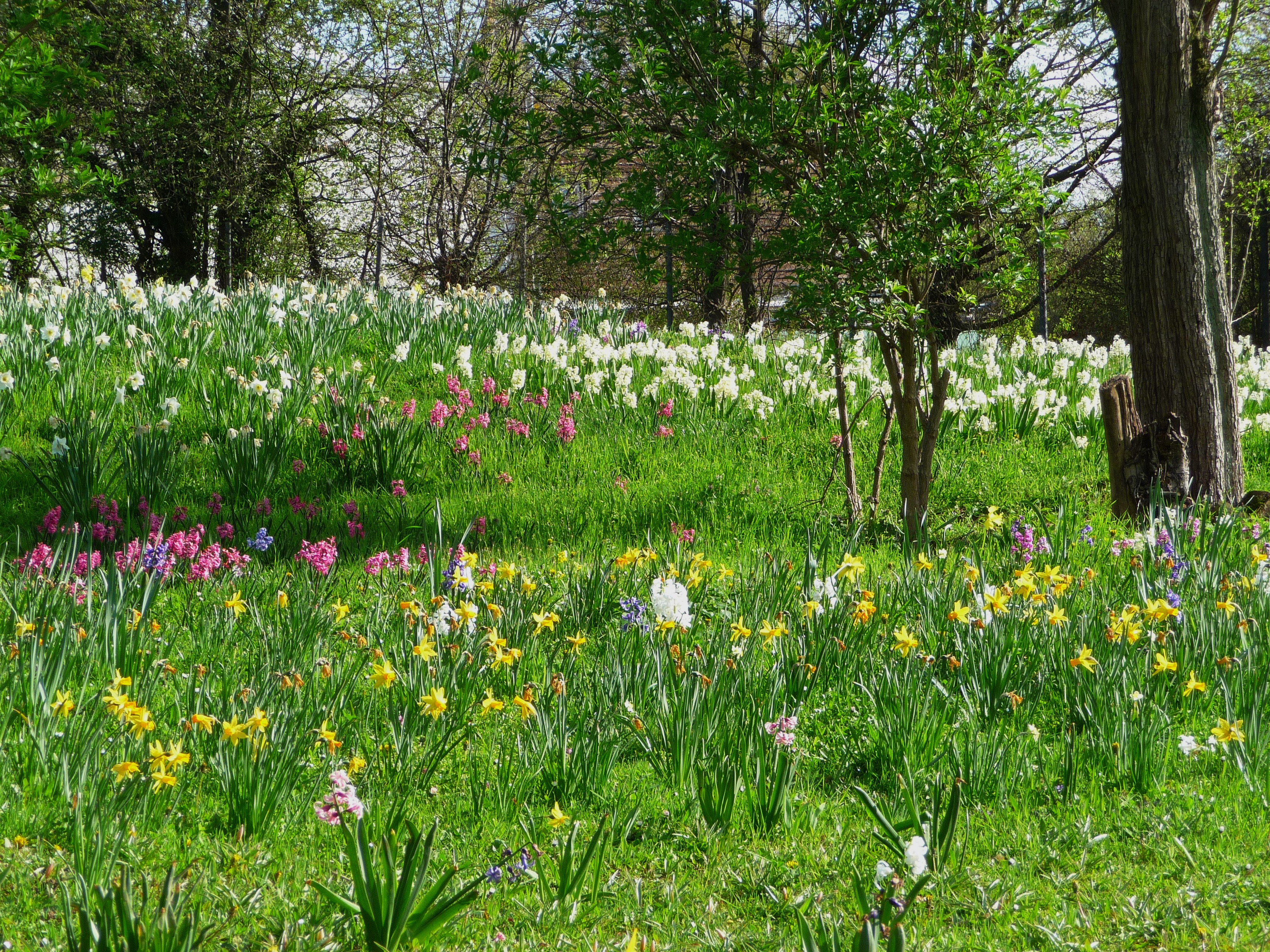
Die meisten Insekten sind blütenstet und legen sich auch bei einer größeren Auswahl schnell fest, welche Blütenform besucht wird.

Die Blütenstetigkeit (englisch flower constancy) bestäubender Insekten ist die erlernte Bevorzugung der Blüten einer Pflanzenart, die kürzlich, etwa zu Beginn der Nahrungssuche, eine Belohnung in Form von Nektar oder Pollen geboten hat. Dieses Verhalten wurde bereits von Aristoteles für die Honigbiene beschrieben und später von Charles Darwin untersucht. Heute wird davon ausgegangen, dass Blütenstetigkeit situationsbedingt mehr oder weniger ausgeprägt bei den meisten blütenbesuchenden Insekten auftritt.

## Ökologische Bedeutung
Blütenstetigkeit erhöht für die betroffenen Pflanzen die Wahrscheinlichkeit einer erfolgreichen Bestäubung, weil das bestäubende Insekt auf die Narbe einer Blüte Pollen derselben Art überträgt. Bei fehlender Blütenstetigkeit werden die Narben zunehmend von Pollen fremder Arten blockiert, so dass der Fortpflanzungserfolg der Pflanzen sinkt. Für die Insekten hat die Blütenstetigkeit zur Folge, dass sie auf dem Weg zu den bevorzugten Blüten mitunter andere Blüten unberücksichtigt lassen, die mehr Nektar oder Pollen bieten.

## Variabilität und Ursache der Blütenstetigkeit
Es konnte gezeigt werden, dass Honigbienen, die in freier Natur starke Blütenstetigkeit aufweisen, unter kontrollierten Versuchsbedingungen weniger blütenstet werden können: Wenn Bienen an einer Blume eine ausreichende Menge Nektar angeboten wurde, besuchten sie bevorzugt Blumen des gleichen Typs. Die Blütenstetigkeit war geringer, wenn die Bienen beim ersten oder zweiten Besuch einer bestimmten Blüte wenig Nektar bekamen. Das heißt, nach einem oder zwei anfänglichen Misserfolgen suchten die Bienen vermehrt Nektar an andersartigen Blumen. Eine verringerte Blütenstetigkeit war nicht zu beobachten, wenn bereits die niedrigste Nektarmenge einen Schwellenwert überschritt.
Die Blütenstetigkeit wird aufrechterhalten, solange die bevorzugten Blüten genügend Nektar bieten. Voraussetzung für Blütenstetigkeit ist auch, dass die Insekten die Blüten der verschiedenen Arten auseinanderhalten können (anhand von Form, Größe, Farbe oder Duft) und die bevorzugten Blüten nicht zu weit entfernt sind. Die Alternative zur Blütenstetigkeit ist ein Nektarsammeln an verschiedenen Blüten. Ein größerer Erfolg ist dabei ungewiss, weil die Insekten den auch innerhalb einer Art variierenden Nektargehalt beim Anflug einer Blüte nicht abschätzen können. Hinzu kommt, dass ein Wechsel zu anderen Blütentypen ein zeitaufwändiges Umlernen im Nektarsammeln erfordert.

## Ermittlung und Beschreibung der Blütenstetigkeit
Die Untersuchungen zur Blütenstetigkeit werden kaum noch direkt auf natürlichen Wiesen durchgeführt, sondern erfolgen meistens mit künstlichen Blumen in einer genauen Anordnung, um kontrollierte Versuchsbedingungen sicherzustellen. Die Funktion unterschiedlicher Blumen können zum Beispiel verschiedenfarbige Zentrifugenröhrchen einnehmen, die eine Saccharose-Lösung als Nektar enthalten.
Für exakte Vergleichsmöglichkeiten der Blütenstetigkeit eines individuellen Insekts mit Artgenossen wurde ein Stetigkeitsindex (Constancy Index; CI) in verschiedenen Studien nach folgender Formel angewendet:
CI=(c−e)/((c+e)−(2ce))
c bezieht sich auf ein einzelnes Insekt und entspricht dem Verhältnis von nacheinander erfolgten Besuchen einer Blütenform zu allen Blütenbesuchen.
e ist das Verhältnis vom Durchschnittswert aller ermittelten c-Werte zum c-Wert eines einzelnen Insekts.
Beispiel: Bei einer Wahl zwischen der Art A und der Art B besucht eine bestimmte Biene ausschließlich die Blüten der Art A (c=1), während sehr viele andere Bienen die Art A und die Art B ohne Bevorzugung aufsuchen (e=0,5). In diesem Fall ergibt sich für die untersuchte Biene und die Art A ein CI von 1, gleichbedeutend mit völliger Blütenstetigkeit (complete constancy). Bezogen auf die Art B errechnet sich ein CI von −1, gleichbedeutend mit kompletter Unstetigkeit (complete inconstancy). Wenn die untersuchte Biene genauso wahllos Blüten besucht wie die anderen getesteten Artgenossen (c=e=0,5), folgt CI=0 (zufällige Nahrungssuche, random foraging).